# أندرياس كريستيان إيفرسن
أندرياس كريستيان إيفرسن (بالإنجليزية: Andreas Christian Iversen)‏ هو  نيوزيلندي، ولد في 25 فبراير 1834، وتوفي في 6 سبتمبر 1911.